# Александар Крстић
Александар Крстић (Крагујевац, 1902 — Београд, 1980) био је српски и југословенски инжењер хортикултуре и вртни дизајнер.

## Младост и школовање
Рођен је у Крагујевцу 1902. године. Средњу школу похађао је у Русији и Енглеској пре и за време Првог светског рата. Матурирао је у Београду 1920. године, а дипломирао 1926. на Техничком факултету у Прагу (Пољопривредни одсек) и специјализовао вртларство. По дипломирању радио је две године на Одсеку за паркове Прашке општине.

## Рад на пројектовању, реконструкцији и извођењу зелених простора
Од 1926. радио је у Београдској општини на месту шефа Одсека за паркове и пошумљавања, а затим као управник за градско зеленило и економију. Године 1947. прелази у Главну управу бања Н.Р. Србије у којој води парковску службу, а после тога долази на чело биолошко-техничке службе Хигијенског института Н.Р. Србије. Од 1953. ради као стални хонорарни наставник на Академији примењених уметности у Београду. У Удружење примењених уметника примљен је као први вртни дизајнер. Оснивач је Удружења вртних стручњака СФРЈ. У току свог рада на Одсеку за паркове и пошумљавања (претече ЈКП „Зеленило – Београд“) у периоду од двадесет година, пројектовао је, реконструисао и извео највећи број београдских паркова, скверова и дрвореда (простор око Народне скупштине, делове Калемегдана, Топчидерски парк, Вождовачки парк...). Израдио је и већи број вртно-архитектонских пројеката и за градове у унутрашњости земље (парк на Карагачу у Пећи, паркове Нишке и Буковичке Бање, парк у Горњем Милановцу и др.). После Другог светског рата значајнији радови су му бројне бање у Србији, Спомен гробље ослободилаца Београда, заштитни зелени појас Скопља, уређење националних паркова Ловћен, Дурмитор, Биоградска гора, Фрушка гора итд.

## Остале активности
Поред овог вида ангажовања, био је активан и у објављивању стручних текстова и књига, и на тај начин био је непрекидно активан у хортикултурној струци, више од педесет година. Био је и први директор Београдског зоолошког врта од његовог оснивања 1936. године, па, највероватније, до почетка Другог светског рата. За свој рад добио је више домаћих и страних одликовања, захвалница и похвала.